# Arany Kacsa
Az Arany Kacsa budai vendégfogadó volt, ezen a néven már a 18. században működött a mai I. kerületi Kacsa utca 18. számú épület helyén. 1711 és 1743 között a közelben volt a Buda város tanácsának serfőző háza is. Ennek a fogadónak, mely a maga idejében a város legrégebbi és legismertebb vendéglője volt, a kovácsoltvas cégére egy aranyozott kacsát ábrázolt. Ólomfogatos ablakai is címerállatoknak állítottak emléket. A három nyúl a közeli Három Nyúl Kaszárnyát, az aranykacsa a vendéglőt illetve az utcát, az öt pacsirta pedig az egykori Öt pacsirta utcát idézte.
1891-ben leírták a fogadó történetét, amiről Haranghy Jenő három képet készített a vendéglő falára: a serpróbát, a Bécsbe induló gyorsparasztok szekereit és a budai ferences barátoknak a város által adományozott 12 hordó sört. A fogadó épületét 1950-ben munkásszállóvá alakították, majd 1968-ban lebontották.